# Softlanding Linux System
Softlanding Linux System (SLS) è stata una delle prime distribuzioni Linux. Essa è stata creata dall'ingegnere di software canadese Peter MacDonald il 20 agosto del 1992. Fu la prima distribuzione ad offrire una collezione di software che contenesse qualcosa in più che il kernel Linux e le utilità di base.

## Storia
SLS era probabilmente la distribuzione GNU/Linux più popolare a quel tempo, e dominò il mercato finché gli sviluppatori presero la decisione di cambiare il formato eseguibile da a.out all'Executable and linkable format, cambiamento che non fu ben accolto dagli utenti.
All'inizio degli anni novanta del XX secolo Patrick Volkerding, allora studente, iniziò ad apportare delle modifiche a SLS e a correggere alcuni bug; alla fine decise di creare una sua distribuzione basata sulla SLS chiamata Slackware, il cui lancio fu annunciato il 16 luglio 1993 sul newsgroup comp.os.linux.
Data la direzione di sviluppo impopolare presa da SLS, Slackware sostituì quest'ultima molto velocemente, divenendo la distribuzione più popolare.
In quello stesso periodo Ian Murdock, non soddisfatto dalla SLS, dopo aver applicato delle correzioni alla SLS stessa, decise di creare una distribuzione alternativa alla SLS partendo da zero ed utilizzando solo Software libero; chiamò la sua distribuzione Debian e ne annunciò lo sviluppo il 16 agosto 1993 sul newsgroup comp.os.linux.development.